# Svatá Marcela

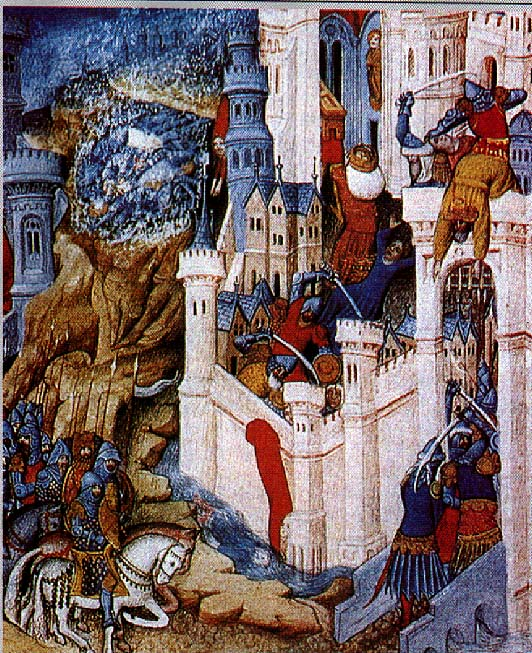
Alarich I. dobývá Řím (francouzská miniatura z 15. století)

Svatá Marcela nebo také Marcela Římská (kolem roku 330 – 410) byla vdova žijící ve starověkém Římě a křesťanská světice. Zemřela na následky mučení, které podstoupila při drancování Říma vojskem vizigótského krále Alaricha I.
Pocházela ze vznešené rodiny a vdala se poměrně mladá. Sedm měsíců po svatbě ovšem ovdověla a odmítla se znovu vdát. Protože ji oslovily duchovní ideály, soustředila kolem sebe skupinu žen a dívek, s nimiž ve svém velkém domě na aventinském pahorku vedla asketický život.